# Fanja
Fanja (ou Fanjah) est une localité du Sultanat d'Oman située au nord du pays, à la frontière entre la région Ad-Dākhilīyah et celle d'Al Batinah. Elle est desservie par l'important axe autoroutier qui relie l'intérieur du pays (Nizwa) à la côte, vers Sib ou Mascate, la capitale, qui est distante d'une trentaine de kilomètres.
La localité est connue notamment pour son club de football, le Fanja Club, qui s'est distingué dans les années 1980 et 1990. Elle est également réputée pour ses poteries, souvent en provenance d'Iran.